# Alvoco da Serra
Alvoco da Serra is een plaats (freguesia) in de Portugese gemeente Seia en telt 646 inwoners (2001).

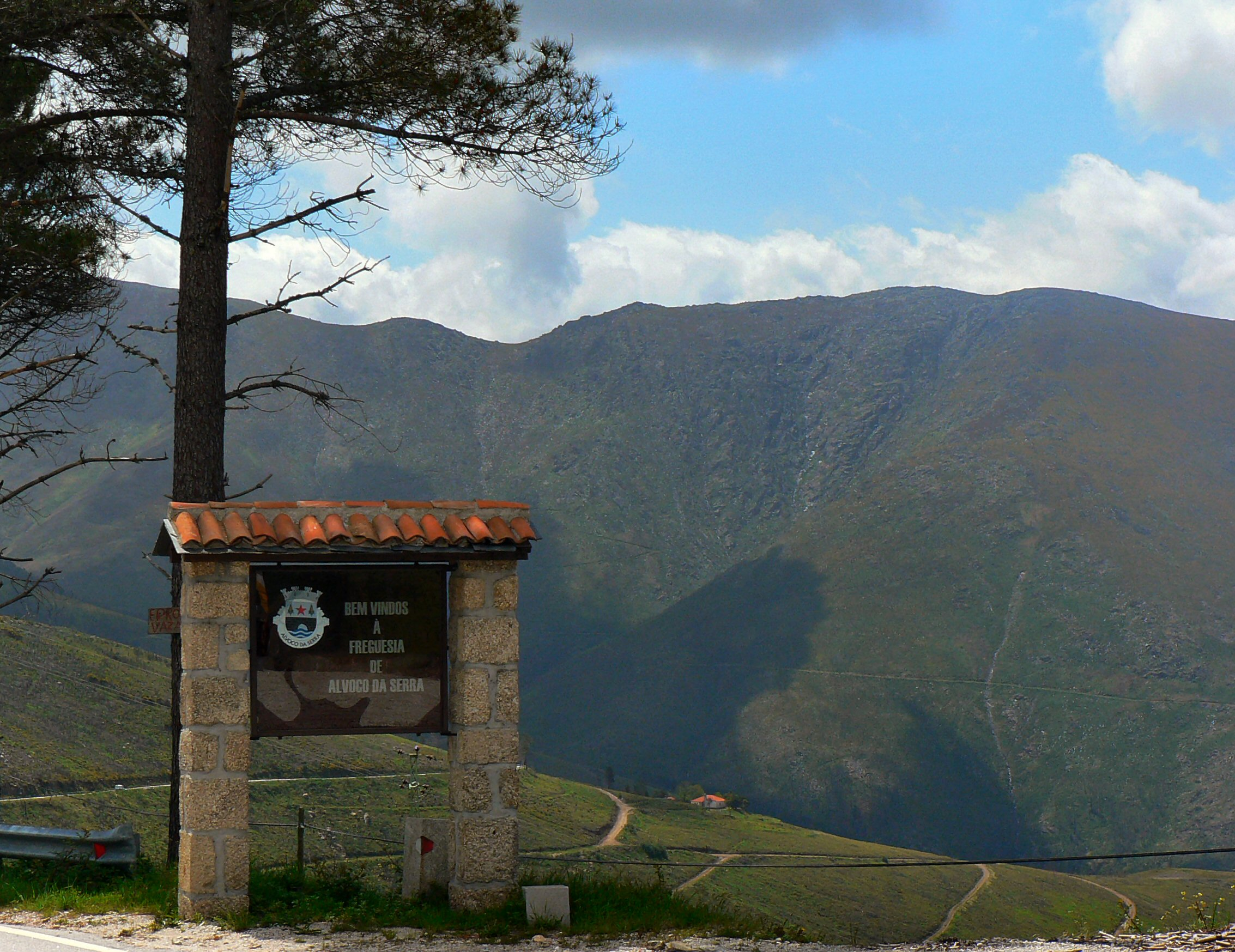
Uitzicht op Alvoco da Serra